# Angostura (amaro)
L'angostura è un bitter amarognolo che viene usato per la preparazione dei cocktail. Ottenuto dall'infusione di 12 piante aromatiche, estratti di piante ed erbe naturali, tra cui:
Genziana (Gentiana spp.) radice;

Aloe (Aloe vera syn. A. barbadensis) estratto foglie;

Assenzio (Artemisia absinthium) radice;

Tarassaco (Taraxacum officinale) pianta;

Angelica (Angelica archangelica) radice;

Senna (Cassia senna) foglie;

Curcuma (Curcuma longa syn. C. domestica);

Mirra (Commiphora molmol);

Zafferano (Crocus sativa).

## Storia
La sua invenzione si deve al dottor Johann Siegert, medico militare prussiano ingaggiato nell'Armata di Liberazione di Simón Bolívar, il fondatore dello stato del Venezuela. Il dottor Siegert curava i soldati colpiti da febbre e problemi intestinali. Dopo 4 anni di ricerche e di analisi delle virtù delle piante tropicali, sviluppò nel 1824 il suo bitter (amaro) per stimolare l'appetito e la digestione dei soldati ammalati.
Il nome angostura, dallo spagnolo angosto ("stretto" nel senso nautico del termine) è il nome della città dove si era installato il dottor Siegert in Venezuela (dal 1846 ribattezzata Ciudad Bolívar). All'epoca era già un porto commerciale importante visitato da navi di tutto il mondo. I marinai sofferenti di malanni dovuti alle lunghe navigazioni si curavano con il bitter e ne portavano con loro durante il viaggio di ritorno, facendo conoscere quindi l'angostura in tutto il mondo.

## Composizione
L'angostura è un bitter aromatizzato dal colore bruno e dal sapore amarognolo, dato principalmente dai chiodi di garofano, radice di genziana, cardamomo, essenza di arance amare e china in una miscela alcolica al 44,7%, mentre il resto è acqua e zucchero.

## Usi
L'angostura ha un sapore amarognolo e perciò si usa nella preparazione di cocktail, tra cui il Manhattan e l'Old Fashioned, in particolar modo per aromatizzare distillati come gin e vodka, e in maniera più limitata in gastronomia, nella preparazione di salse per carne e pesce e per insaporire zuppe di verdura e macedonie di frutta. Molti anni dopo i discendenti del dottor Siegert daranno alle stampe For home use (Per uso casalingo) Come utilizzare l'Angostura Bitters, con lo scopo di divulgare i tanti usi dell'Angostura.